# Louis Hjelmslev
Louis Trolle Hjelmslev (født 3. oktober 1899 i København, død 30. maj 1965 i Ordrup) var en dansk internationalt anerkendt sprogvidenskabsmand og semiotiker, der anlagde en synkron sprogteori kaldet glossematik. Han virkede ved Københavns Universitet, hvor han blev uddannet, såvel som i udlandet og en kortere periode ved Aarhus Universitet. Han var medstifter af Lingvistkredsen i København, og formand for den i mange år.
Louis Hjelmslev var søn af matematikeren Johannes Hjelmslev (1873-1950).
Begravet på Ordrup Kirkegård.
Essay: Omkring Sprogteoriens Grundlæggelse, 1943